# Encino (Los Angeles)
Pour l’article homonyme, voir Encino (Nouveau-Mexique).
Encino est un quartier de la ville de Los Angeles en Californie, situé dans le sud de la vallée de San Fernando.

## Présentation
Encino tient son nom du Rancho Los Encinos (« le ranch des chênes »), une parcelle de terre donnée à trois missions indiennes par le gouvernement espagnol à la suite de l'abandon des missions californiennes au début du XIXe siècle.